# 上村祐翔
上村 祐翔（うえむら ゆうと、1993年10月23日 - ）は、日本の声優、俳優。埼玉県出身。劇団ひまわり所属。代表作に『文豪ストレイドッグス』（中島敦）、『ダーリン・イン・ザ・フランキス』（ヒロ）、『ソードガイ The Animation』（緒方凱）。

## 経歴
大学1年生の時にゲーム『神々の悪戯』に声の出演が決まって俳優を職業にしようと思った。
2017年11月19日、Kiramuneに加入。
2024年3月16日、結婚を発表。

## 人物
特技はスキューバダイビング、ビリヤード。資格は教員免許（中学・高校での国語）、普通自動車免許、剣道三段。パン好きでパンシェルジュ検定1級の資格を持ち、パンの手作りもしている。愛犬家であり、メイとティムと言う名の2匹の犬（ミニチュアダックスフント）を飼っている。
豊永利行を頼れる先輩といい、豊永も上村は弟的な存在だという。
一人っ子である。

## 出演
太字はメインキャラクター。

### テレビアニメ
2002年
- サイボーグ009 THE CYBORG SOLDIER（アロ、ブラックゴースト〈子供〉）

2004年
- ジパング（洋介〈8歳時〉）

2005年
- MONSTER（ヨハン〈少年〉）

2008年
- ミチコとハッチン（マッサン）

2013年
- ガッチャマン クラウズ（真田）
- 帰宅部活動記録（残酷の青龍）

2014年
- 蟲師 続章（禄助）
- 神々の悪戯（戸塚月人）

2015年
- うたの☆プリンスさまっ♪ マジLOVEレボリューションズ（バンドメンバー）
- DIABOLIK LOVERS MORE,BLOOD

2016年
- 文豪ストレイドッグス（2016年 - 2023年、中島敦、織田作之助〈少年時代〉） - 5シリーズ
- アイカツスターズ!（2016年 - 2018年、五十嵐望） - 2シリーズ
- B-PROJECT シリーズ（2016年 - 2023年、増長和南） - 3シリーズ
- ナンバカ（ジューゴ）
- ななにんのあやかし-ちみちみ魍魎!!現代物語-（めいてぃむ）

2017年
- ACCA13区監察課（マギー）
- 無責任ギャラクシー☆タイラー（ボイジャー）
- THE REFLECTION（スルー）
- 魔法使いの嫁（マシュー）

2018年
- ダーリン・イン・ザ・フランキス（ヒロ）
- ヴァイオレット・エヴァーガーデン（リオン・ステファノティス）
- BORUTO-ボルト- NARUTO NEXT GENERATIONS（2018年 - 、シンキ）
- 天狼 Sirius the Jaeger（ユーリィ）
- 僕のヒーローアカデミア（2018年 - 2024年、天喰環） - 5シリーズ
- 風が強く吹いている（2018年 - 2019年、城次郎〈ジョージ〉）
- キャプテン翼（第4作）（2018年 - 2024年、新田瞬） - 2シリーズ
- ツルネ シリーズ（2018年 - 2023年、鳴宮湊） - 2シリーズ

2019年
- 進撃の巨人（少年グリシャ）
- ヴィンランド・サガ（2019年 - 2023年、トルフィン） - 2シリーズ
- 星合の空（五瀬陸、五瀬穹）
- あひるの空（2019年 - 2020年、上木鷹山）

2020年
- 空挺ドラゴンズ（ソラヤ）
- 織田シナモン信長（森蘭丸）
- ハイキュー!! TO THE TOP（古森元也）
- キングダム（2020年 - 2022年、白麗） - 2シリーズ
- LISTENERS リスナーズ（リッチー）
- 文豪とアルケミスト 〜審判ノ歯車〜（ハルカ）
- もっと!まじめにふまじめ かいけつゾロリ（フィリップ）
- 100万の命の上に俺は立っている（2020年 - 2021年、四谷友助） - 2シリーズ
- 憂国のモリアーティ（2020年 - 2021年、フレッド・ポーロック） - 2シリーズ

2021年
- 文豪ストレイドッグス わん!（中島敦）
- ポケットモンスター（エンドウ）
- セスタス -The Roman Fighter-（ネロ）
- 86-エイティシックス-（2021年 - 2022年、レギオンの声、キリヤ・ノウゼン） - 2シリーズ
- RE-MAIN（清水みなと）
- サザエさん（2021年 - 2024年、ジャグラー、受験生）
- ビルディバイド（2021年 - 2022年、蔵部照人） - 2シリーズ
- 境界戦機（2021年 - 2022年、鉄塚ガシン） - 2シリーズ

2022年
- からかい上手の高木さん3（男の子）
- シャドウバースF（2022年 - 2024年、天竜ライト）
- ブッチギレ!（スズラン〈鈴蘭〉）

2023年
- 最強陰陽師の異世界転生記（グライ・ランプローグ）
- シュガーアップル・フェアリーテイル（キース・パウエル） - 2シリーズ
- AYAKA -あやか-（八凪幸人）
- 『ヒプノシスマイク-Division Rap Battle-』Rhyme Anima +（TBH、艾健司）

2024年
- シンカリオン チェンジ ザ ワールド（五稜郭シオン〈アバター〉）
- 多数欠（成田実篤）
- きのこいぬ（ほたる）

2025年
- 青のミブロ（彩芽）
- どうせ、恋してしまうんだ。（斉藤涼介）
- 公女殿下の家庭教師（アレン）
- クレバテス-魔獣の王と赤子と屍の勇者-（ミケル）
- New PANTY & STOCKING with GARTERBELT（ポリウレタン）

### 劇場アニメ
2000年代
- ぼのぼの クモモの木のこと（2002年、ぼのぼの）

2010年代
- カラフル（2010年、クラスメイト）
- 劇場版アイカツスターズ!（2016年、五十嵐望）
- 文豪ストレイドッグス DEAD APPLE（2018年、中島敦）
- 空の青さを知る人よ（2019年、番場）

2020年代
- シドニアの騎士 あいつむぐほし（2021年、浜形浬）
- 劇場版ツルネ -はじまりの一射-（2022年、鳴宮湊）
- ヤマトよ永遠に REBEL3199（2024年、揚羽武）

### OVA
- 暗殺教室（2013年、磯貝悠馬） - ジャンプスーパーアニメツアー2013上映作品
- 文豪ストレイドッグス（2017年、中島敦） - コミックス第13巻オリジナルアニメBD付き限定版
- 銀河英雄伝説 Die Neue These 激突（2022年、ナイトハルト・ミュラー[60]）

### Webアニメ
- ナンバカ（2017年、ジューゴ）
- ソードガイ The Animation（2018年、緒方凱[61]、隆）
- OBSOLETE（2019年、少年兵B、少年兵F）
- 無限の住人-IMMORTAL-（2020年、冶刀院）
- テイルズ オブ ルミナリア The Fateful Crossroad（2022年、リュシアン・デュフォール[62]）
- 名探偵ピカチュウ 〜華麗なるモーニングルーティン〜（2023年、ティム・グッドマン[63]）
- ライジングインパクト（2024年、リーベル・リングヴォルド[64]） - 2シリーズ[一覧 15]
- パンの赤ちゃん（2024年、クリームパンの赤ちゃん3[65]）
- ムーンライズ（2025年、フィル・アーシュ[66]）

### ゲーム
2013年
- 神々の悪戯（戸塚月人）

2014年
- ファイナルファンタジー アギト（男プレイヤーキャラ）
- 消滅都市（タイガ）

2015年
- グランブルーファンタジー（2015年 - 2022年、ドゥオ / バルタザール、フェルディア、天竜ライト）
- 夢色キャスト（桜木陽向）
- 夢王国と眠れる100人の王子様（カノト、中島敦）

2016年
- アイカツ! フォトonステージ!!（五十嵐望）
- 神々の悪戯 InFinite（戸塚月人）
- キングダム ハーツ キー（エフェメラ）
- 神撃のバハムート （リヒト）
- ワールドクロスサーガ（トリスタン、メガレウス）

2017年
- キングダム ハーツ HD 2.8 ファイナル チャプター プロローグ（エフェメラ）
- クイズRPG 魔法使いと黒猫のウィズ（ハツセ・ノ・シマコ）
- スーパーボンバーマン R（プラズマボンバー）
- 一血卍傑-ONLINE-（ヒトツメコゾウ）
- マジカルデイズ The Brats' Parade（ニコ）
- CARAVAN STORIES（カール・デーン）
- あやかしむすび（春馬氷牙）
- 文豪ストレイドッグス 迷ヰ犬怪奇譚（中島敦）
- デスティニーチャイルド（ルドルフ）

2018年
- 共闘ことばRPG コトダマン（2018年 - 2024年、ピーマン、セブン真珠、クラウンケン、中島敦、天喰環 他）
- IDOL FANTASY - アイドルファンタジー -（雫ルカ）
- B-PROJECT 無敵*デンジャラス（増長和南）
- アニドルカラーズ（百瀬かすみ）
- オンエア!（美和巴）
- レイヤードストーリーズ ゼロ（アヌビス）
- Shadowverse（ゴブリンファイター、歯車の廻し手・リヒト、ブリーズエルフ 他）
- ドラガリアロスト（ピドット）
- 夢間集（ハチ）
- キャプテン翼ZERO〜決めろ!ミラクルシュート〜（新田瞬）

2019年
- Op8♪（千金楽叶夢）
- キングダム ハーツIII（エフェメラ）
- 東京クロノス（櫻井響介）
- なむあみだ仏っ!-蓮台 UTENA-（水天、金剛夜叉明王）

2020年
- 僕のヒーローアカデミア One's Justice 2（天喰環）
- オランピアソワレ（天草四郎時貞、パリス）
- 白猫プロジェクト（サニオ）
- キャプテン翼 RISE OF NEW CHAMPIONS（新田瞬）

2021年
- 刀剣乱舞-ONLINE-（泛塵）
- 幕末維新 天翔ける恋（板垣退助）
- アンジェリーク ルミナライズ（フェリクス）
- 戦国無双5（羽柴秀吉）
- Caligula2（風祭小鳩）
- 僕のヒーローアカデミア ULTRA IMPACT（天喰環）
- B-PROJECT 流星*ファンタジア（増長和南）
- テイルズ オブ ルミナリア（リュシアン・デュフォール）

2022年
- 夢職人と忘れじの黒い妖精（クロウ）
- ディスクロニア:クロノスオルタネイト（ノエル・ガネット）
- IdentityV 第五人格（中島敦）
- グランサガ（ルミエール）
- ＃コンパス ライブアリーナ（中島敦）

2023年
- ブラウンダスト（ヒロ）
- ニューラルクラウド（末宵）
- 帰ってきた 名探偵ピカチュウ（ティム・グッドマン）
- DesperaDrops / デスペラドロップス（ラミー・カリエール）
- キューピット・パラサイト -Sweet & Spicy Darling.-（メレニス・レヴィン）
- 麻雀一番街（立花薫）

2024年
- 陰陽師 本格幻想RPG（暁日恵比寿）
- ハイキュー!! TOUCH THE DREAM（古森元也）
- 鈴蘭の剣：この平和な世界のために（ファカール）
- トラブル・マギア 〜訳アリ少女は未来を勝ち取るために異国の魔法学校へ留学します〜（アレクセイ・エルディール）

### ドラマCD
2013年
- 神々の悪戯（戸塚月人）

2016年
- 五ツ星プリンス（仙川那央）
- 文豪ストレイドッグス（中島敦）
  - オリジナルドラマCD やや非凡なる日々
  - 新録ドラマCD 〜文豪ストレイドッグス 温泉へようこそ!〜 ※アニメイトBD&DVD限定版第1巻〜第6巻連動購入特典
  - キャラクターソングミニアルバム 其ノ壱〜其ノ参

2017年
- グリム街の王子様（スリーピィ）

2018年
- B-PROJECT KING of CASTE 〜Sneaking Shadow〜（カズナ as 増長和南）
- Frep フレラジCD出張版DX 〜歌舞伎町で会いましょう編〜（佐藤光）
- 夢色キャスト Drama Theater 1 〜Re PHANTOM of the MASQUERADE〜（桜木陽向）
  - 夢色キャスト Drama Theater 2〜蒼海のプレアデス〜

2020年
- 青い春の音がきこえる 第1巻 - 第4巻（小嵐南央）
- アニドルカラーズ RUSH! ドラマCDブック 〜初めての家族旅行〜（百瀬かすみ）
  - アニドルカラーズ 〜History of RUSH!〜（2023年、百瀬かすみ） ※配信限定

- アンジェリーク ルミナライズ 3rd step（フェリクス）
- 天歌奏流-TENKASOUL-（仁科永承）
- 継母の連れ子が元カノだった（伊理戸水斗） - 小説第5巻 ドラマCD付き特装版

2021年
- 七人の妖（めいてぃむ）

2022年
- ディア♥ヴォーカリスト［NOE（ノエ）］

2023年
- 絶対探偵機関（浮舟霊） ※配信限定

2025年
- バッドエンド目前のヒロインに転生した私、今世では恋愛するつもりがチートな兄が離してくれません!? ドラマCD2（ルカーシュ・アストン）

### ラジオドラマ
- NHK-FM FMシアター
  - 未婚の女（2005年、ルオン）
  - 父への旅（2005年、ワタル）
  - 百億光年の貝殻（2006年、少年時代の浜崎）
  - 兄と弟・広島に生まれて（2007年、少年時代の曻）
  - 私は、先生（2008年）
  - 心にナイフをしのばせて（2010年、山田健治）
  - 鳥を放つ日（2010年、イサム）
  - 聞こえの彼方（2012年、悠介）
  - ふるさとに、待つ（2012年、悠樹）
  - I want to be. ケンジノウタ（2016年、ケンジ[136]）
  - 青い羽ねむる（2017年）
- NHK-FM 青春アドベンチャー
  - アクアリウムの夜（2002年、子ども）
  - 光の島（2003年、照屋光）
  - 赤と黒（第二部）（2004年、アンリ）
  - タイムスリップ源平合戦（2005年、少年）
  - 翼はいつまでも（2006年）
  - 僕たちの宇宙船（2013年、BJ）
  - 吸血鬼（2015年、小林少年[137]）
  - クラバート（2016年、クラバート[138]）
  - 文学少年と運命の書（2016年、阿恩[139]）
- NHK-FM 特集オーディオドラマ
  - 女歌夢の道行（2009年、泉鏡太郎）
  - 祖国を想う 沖縄を想う〜ドラマ 照屋敏子伝〜 後編（2010年、林英〈少年〉）
- 安心ラジオで安心家族（2016年、NHKラジオ第1[140]）
- 安心ラジオで安心家族—海の日編—（2017年、NHKラジオ第1）

### 吹き替え

#### 映画
- RV（カール・マンロー〈ジョシュ・ハッチャーソン〉）
- アイス・プリンセス
- iBOY（トム〈ビル・ミルナー〉）
- アタック・ザ・ブロック（デニス〈フランツ・ドラメー〉）
- アポストル 復讐の掟（ジェレミー〈ビル・ミルナー〉）
- インターステラー（少年時代のトム・クーパー〈ティモシー・シャラメ〉[141]）
- A.I.（デイビッド〈ハーレイ・ジョエル・オスメント〉）※TBS版
- エクリプス/トワイライト・サーガ（エンブリー・コール〈キオワ・ゴードン〉）
- エノーラ・ホームズの事件簿（テュークスベリー子爵〈ルイス・パートリッジ〉）
  - エノーラ・ホームズの事件簿2
- ガーフィールド
- がんばれ!ベアーズ ニュー・シーズン（ティミー・ルーパス）
- キング・アーサー（2004年）[5]
- クレイヴン・ザ・ハンター（少年ディミトリ〈ビリー・バラット〉[142]）
- ザ・リング（エイダン・ケラー〈デヴィッド・ドーフマン〉）※ソフト版
  - ザ・リング2（エイダン・ケラー〈デヴィッド・ドーフマン〉）
- シャーロットのおくりもの ウィルバーの大ぼうけん（カーディガン〈ハリソン・チャド〉）
- ジュラシック・ワールド（ザック・ミッチェル〈ニック・ロビンソン〉[143]）※日本テレビ版
- ジョーカー:フォリ・ア・ドゥ（リッキー〈ジェイコブ・ロフランド〉[144]）
- スパイダーマン2
- コラテラル・ダメージ（マット・ブルーアー〈イーサン・ダンプ〉）
- 月のひつじ（レン〈アンドリュー・S・ギルバート〉）
- デアデビル（少年）
- TALK TO ME トーク・トゥ・ミー（ダニエル〈オーティス・ダンジ〉[145]）
- 春田花花幼稚園 マクダルとマクマグ（マクマグ）
- ピーター・パン
- 美女と野獣[5]
- ヒヤシンス・ブルーの少女（フランシス）
- フォーチュン・クッキー（ハリー・コールマン〈ライアン・マルガリーニ〉）
- ぼくは怖くない（フィリッポ・カルドゥッチ〈マッティーア・ディ・ピエッロ〉）
- ホット・ボット
- マシニスト
- メイズ・ランナー2: 砂漠の迷宮（エリス）
- ラスト・マップ/真実を探して（ザック・レア〈ジョナ・ボボ〉）
- レーシング・ストライプス
- ロード・オブ・ザ・リング/二つの塔

#### ドラマ
- ER XI 緊急救命室 #8（アーロ・エスコバー〈カルロス・ペナ〉）
- イニョプの道（パウ〈ヤン・スンピル〉[146]）
- 仮面の王 イ・ソン（イソン〈エル（キム・ミョンス）〉）[147]
- 騎馬警官 #11
- ギフテッド 新世代X-MEN誕生（アンディー・ストラッカー〈パーシー・ハインズ・ホワイト〉）

#### アニメ
- ジャングル・ブック2（ランジャン[148]）
- ハムスターとグレーテル（ケビン・グラント・ゴメス[149]）
- ピーター・パン2 ネバーランドの秘密（トゥートルズ）
- ヘラクレス
- ホーム・オン・ザ・レンジ にぎやか農場を救え!（子豚の長男）
- ポーラー・エクスプレス（ビリー）
- モンスターズ・インク
- ラブ、デス&ロボット（ルーキー）
- ラマになった王様2 クロンクのノリノリ大作戦

### ラジオ
※はインターネット配信。
- 神あそラジオ（2014年、アニメイトTV※・ニコニコ動画※）[150]
- 神あそラジオ 再臨（2015年、アニメイトTV※・ニコニコ動画※）
- 文豪ストレイラヂヲ（2016年 - 2017年、音泉※[151]）
- MAN TWO MONTH RADIO 上村祐翔の言うとおり！（2016年、AG-ON※・超!A&G+※[152]）
- 月刊 新・男前通信12月号〜月刊 上村祐翔（2016年、文化放送モバイルplus※）[153]
- Kiramune Presents 僕らのMusic Park（2017年 - 、アニメイトタイムズ※）[154]
- 上村祐翔のどっちっち!?（2019年、マンガpark）
- ビルディバイド -#Radio-（2021年 - 、音泉※[155]）
- 小林裕介と上村祐翔のふたラジ!!（2022年、超!A&G+）[156]
- DesperaDrops / デスペラドロップス デスペラジオ（2023年、音泉※）[157]

### ラジオCD
- DJCD  神あそラジオ  Vol.1・2（パーソナリティ）
- ラジオCD 文豪ストレイラヂヲ Vol.1 - 3
- ラジオCD  文豪ストレイラヂヲ 特別版 TSUTAYAレンタル限定盤 Vol.1

### ナレーション
- 文豪ストレイドッグス
  - TVアニメ 文豪ストレイドッグス Blu-ray&DVD告知CM第一弾
  - 角川コミックス・エース 文豪ストレイドッグスCM第四弾・第五弾
  - TVアニメ 文豪ストレイドッグス キャラクターソングミニアルバムCM
  - 角川ビーンズ文庫 文豪ストレイドッグス 55Minutes CM
- ACCA 月間ビッグガンガン2017 vol.2 CM（シュバーン・マギー[158]）
- 風が強く吹いている Blu-ray&DVD発売告知30秒CM（ジョータ・ジョージ・ハイジ）
- キムライズム
- 『RE-MAIN』×世界水泳 福岡2022 特別コラボPR[159]
- ナショナル ジオグラフィック タイに生きるワイルドキャット[160]
- ビルディバイド トレーディングカードゲーム 3rdシーズン特別PV（2023年）[161]

### テレビ番組
※はインターネット配信。
- 声優男子ですが…?（ファミリー劇場）[162]
  - シーズン1（2015年6月20日 - 11月21日）
  - シーズン2（2016年2月27日 - 7月30日）
  - シーズン3（2017年7月12日 - 12月13日）
  - シーズン4（2018年8月26日 - 2019年3月31日）
- セカイ系バラエティ 僕声 第3弾（2017年12月22日 - 2018年1月12日、WOWOW）
- 上村祐翔の勇気栽培（2020年 - 、ニコニコチャンネル※）

### 映像商品
- 神々の悪戯Blu-ray&DVD映像特典 第1巻、第2巻 「教えてトト様！月人と尊もいっしょ♪」（2014年)
- 詠舞台 蟲師（2015年）
- 神々の悪戯 InFinite初回限定 夢幻の箱選べる アニメイトセット限定セットC「神あそラジオInFinite発売記念特別編DVD」（2016年)
- 文豪ストレイドッグス Blu-ray & DVD特典「ようこそ！上村探偵社」全巻（2016年）
- ナンバカ Blu-ray&DVD 映像特典 第3巻、第4巻リアル脱出ゲーム（2016年）
- B-PROJECT〜鼓動＊アンビシャス〜 BRILLIANT＊PARTY（2017年）
- ナンフェス2017（2017年）
- 夢色キャスト DREAM SHOW2017（2017年）
- DVDリアル宝探し 〜海神ポセイドーンを封印せよ〜in 横浜・八景島シーパラダイス（2017年）
- B-PROJECT SUMMER LIVE2018 〜ETERNAL PACIFIC〜（2018年）
- ボドゲであそぼ 第2巻、第3巻（2018年）
- 〜声優ゆるり旅〜豊永利行の香港探訪 with ジャッキーちゃん（2020年）[163]
- 劇場版 声優男子ですが…? 〜これからの声優人生の話をしよう〜（2020年）
- 寺島惇太お兄さんのアニドルといっしょ! 2ndシーズン 1巻（2021年）
- アンジェリーク ルミナライズ 新宇宙プレサミット & 1st Floating Stage（2021年）[164]
- 異種格闘技型朗読劇「TAMERS」（2022年）
- オトメイトパーティー2022（2023年）
- AD-LIVE 2022 第5巻（2023年）
- B-PROJECT 〜熱烈＊ラブコール〜 BRANDNEW＊PARTY（2024年）

### オリジナルビデオ
- 特捜戦隊デカレンジャー 10 YEARS AFTER（2015年） - 日渡氷狩 役
- スペース・スクワッド ギャバンVSデカレンジャー（2017年） - 日渡氷狩の声 役[165]

### 舞台
- リチャード三世 - 幼いヨーク公 役
- 舞い降りた天使
- クリスマス・キャロル - ティム/少年スクルージ1 役（劇団昴）
- 忠臣蔵症候群 仇討でござる[5]
- 詠舞台「蟲師」野末の宴（2015年3月18日 - 29日、スパイラルホール） - 禄助 役[166]
- Kiramune Presents リーディングライブ
  - 密室の中の亡霊 幻視探偵（2019年10月、2024年4月14日） - 田辺清 役
  - OTOGI狂詩曲-RE:Read-（2021年7月3日、森のホール21 大ホール） - 浦島太郎 役[167]
  - ハコクの剣（2021年10月）- 佐吉 役[168]
  - Be-Leave（2022年4月16・17日、舞浜アンフィシアター） - エリート 役[169]
  - 魔法の呪文は ガン・マビ・レーテ（2022年10月） - 若草・カントクさん 役[170]
  - 5コントローラーズ+1 2023年版（2023年4月1・2日、立川ステージガーデン） - ポテチ 役[171]
  - 天穹のラビアス（2023年10月） - 日野未来 役[172]
  - 幻視探偵 -笹嘉神島の殺人-（2024年10月） - 龍之介 役[173]
- 異種格闘技型朗読劇「TAMERS」（2021年9月4・5日、よみうりホール） - テイ 役[174]
- オランピアソワレ〜Un Cadeau pour toi〜（2022年4月24日、福生市民会館 大ホール） - 天草四郎時貞 役[175]
- AD-LIVE 2022（2022年9月24日、大阪国際交流センター 大ホール）
- 浪漫活弁シネマ 〜映画『青春の夢いまいづこ』篇〜（2024年7月15日、丸の内ピカデリー2）[176]
- 朗読劇「瓶詰めの海は寝室でリュズタンの夢をうたった」〜トノキヨの夏休み〜（2024年9月29日、Mixalive TOKYO Theater Mixa） - ラッコ 役[177][178]
- 岩井秀人（WARE）プロデュース「いきなり本読み！Voices」（2025年8月6日〈予定〉、草月ホール）[179]

### CM
- 丸大食品[5]
- 富士急ハイランド[5]
- EPSON

### テレビドラマ
- 隣人は秘かに笑う（1999年、日本テレビ）
- 恋を何年休んでますかスペシャル（2001年、TBS）
- 救命病棟24時 第2シリーズ（2001年、フジテレビ）[5]
- 茂七の事件簿 新ふしぎ草紙（2002年、NHK総合）
- GOOD LUCK!!（2003年、TBS）
- NHK金曜時代劇『人情とどけます〜江戸娘飛脚〜』 第2話（2003年、NHK総合）
- 爆竜戦隊アバレンジャー 第4話（2003年、テレビ朝日） - 少年 役
- ダイヤモンドガール（2003年、フジテレビ）
- 特捜戦隊デカレンジャー 第7・8話（2004年、テレビ朝日） - 日渡氷狩 役
- 大河ドラマ『風林火山』 第31話（2007年、NHK総合） - 葛笠与吉 役
- 魔王（2008年、TBS） - 葛西均（中学生時代） 役
- 坂の上の雲（2009年、NHK総合） - 加藤恒忠 役[5]
- ゲゲゲの女房（2010年、NHK総合）
- ドラマ10『下流の宴』 第2話 - （2011年、NHK総合） - 本多拓也 役

### ネットドラマ
- 恋する星座 第5話「獅子座の恋」（2009年、TBSネット） - 瞬 役
- スーパーチューナー／異能機関（2018年、WOWOW・TOKYO MX） - 蒲生健介 役[180]

### 実写映画
- 弟切草（2001年）
- 偶然にも最悪な少年（2003年）幼少時代のヒデノリ 役
- 第三の肌（2008年）
- 斬〜KILL〜「こども侍。」（2008年）[5]

### その他コンテンツ
- ハイパー絵本 シリーズ（声）
  - むしばくん
  - ぼくのうちはどうぶつえん
- アニメイト30周年記念！アニメイトオンラインショップオリジナル企画！「君の声で始まる未来」（木之本明）
- 「文豪ストレイドッグス」×ファミリーマート 店内アナウンス（2016年）[181]
- 東武動物公園 園内放送（2018年2月24日 - 4月8日、文豪ストレイドッグスコラボ）[182]
  - 東武動物公園 園内アナウンス・「POP UP SHOP」店内アナウンス（2024年7月13日 - 9月1日）[183]
- KIKI by VOICE Newtype 「上村祐翔のゆうゆうレポート」（2018年 - 2024年）
- PV『継母の連れ子が元カノだった』（2019年、伊理戸水斗[184]）
- PV『異世界でチート能力を手にした俺は、現実世界をも無双する』（2019年、ナレーション[185]）
- 上村祐翔のゆうゆうレポートカレンダー2021[186]
- ところざわサクラタウン 本棚劇場「文豪ストレイドッグス」プロジェクションマッピング（2022年、中島敦[187]）
- 東京ディズニーランド
  - ジュビレーション!（ピノキオ）
- ボイレピ♪ 朝ごはん #35 上村祐翔さんの声で作る「いちごのフルーツサンド」（2023年）[188]
- PV『正反対な君と僕』（2023年、谷悠介[189]）
- 『テンマクキネマ』ボイスコミック（2023年、新市元[190]）
- 集英社文庫 ナツイチ2024 『きのうのオレンジ』『ダイヤモンドの原石たちへ』朗読（2024年）[191]
- 『陰キャ、部屋に花、飾ってみた』ボイスコミック（2024年、しげたしげお[192]）
- B-PROJECT展-WORLD*EXPO- 音声ガイド（2024年、増長和南[193]）

## ディスコグラフィ

### キャラクターソング
| 発売日   | 商品名                                                                     | 歌 | 楽曲                                                       | 備考                                                             |
| 2013年   | 2013年                                                                     | 2013年 | 2013年                                                     | 2013年                                                           |
| -------- | -------------------------------------------------------------------------- | --- | ---------------------------------------------------------- | ---------------------------------------------------------------- |
| 7月24日  | 神々の悪戯 神曲集 月人&尊                                                  | 戸塚月人（上村祐翔） | 「ひとひら」                                               | ゲーム『神々の悪戯』関連曲                                       |
| 2014年   |                                                                            | |                                                            |                                                                  |
| 4月30日  | TILL THE END                                                               | アポロン（入野自由）、ハデス（小野大輔）、月人（上村祐翔）、尊（豊永利行）、バルドル（神谷浩史）、ロキ（細谷佳正）                                 | 「TILL THE END」                                           | テレビアニメ『神々の悪戯』オープニングテーマ                     |
| 4月30日  | REASON FOR…                                                                | アポロン（入野自由）、ハデス（小野大輔）、月人（上村祐翔）、尊（豊永利行）、バルドル（神谷浩史）、ロキ（細谷佳正）                                 | 「REASON FOR…」                                            | テレビアニメ『神々の悪戯』エンディングテーマ                     |
| 7月30日  | 神々の悪戯 BD・DVD第二巻特典CD デュエットキャラクターソングCD1 日本神話    | 戸塚月人（上村祐翔）、戸塚尊（豊永利行） | 「月と凪」                                                 | テレビアニメ『神々の悪戯』関連曲                                 |
| 7月30日  | TVアニメ「神々の悪戯」神曲集 月人&尊                                       | 戸塚月人（上村祐翔） | 「SIGN」                                                   | テレビアニメ『神々の悪戯』関連曲                                 |
| 2015年   |                                                                            | |                                                            |                                                                  |
| 3月16日  | 五ツ星プリンス〜イメージソング・コレクション〜                             | 仙川那央（上村祐翔） | 「幸せの種」                                               | 『五ツ星プリンス』関連曲                                         |
| 3月30日  | 恋のワンダーランド                                                         | Frep | 「恋のワンダーランド」                                     | ゲーム『Frep★Love〜彼はアイドル〜』関連曲                        |
| 9月11日  | 永久パラダイス                                                             | B-PROJECT | 「永久パラダイス」                                         | 『B-PROJECT』関連曲                                              |
| 11月25日 | Glory Upper                                                                | MooNs | 「Glory Upper」 「Over The Rainbow」 「永久パラダイス」    | 『B-PROJECT』関連曲                                              |
| 2016年   |                                                                            | |                                                            |                                                                  |
| 3月23日  | 夢色キャスト Vocal Collection 〜 WELCOME TO THE SHOW!! 〜                  | 朝日奈響也（逢坂良太）、藤村伊織（花江夏樹）、橘蒼星（豊永利行）、桜木陽向（上村祐翔）、新堂カイト（林勇）、雨宮仁（小野友樹）、城ヶ崎昴（畠中祐） | 「CALL HEAVEN!!」                                          | ゲーム『夢色キャスト』関連曲                                     |
| 3月23日  | 夢色キャスト Vocal Collection 〜 WELCOME TO THE SHOW!! 〜                  | 橘蒼星（豊永利行）、桜木陽向（上村祐翔）、雨宮仁（小野友樹）                                                                                       | 「PERSONA+MYSTERY」                                        | ゲーム『夢色キャスト』関連曲                                     |
| 3月23日  | 夢色キャスト Vocal Collection 〜 WELCOME TO THE SHOW!! 〜                  | 桜木陽向（上村祐翔）、朝日奈響也（逢坂良太）、雨宮仁（小野友樹）                                                                                   | 「空から始まる物語」                                       | ゲーム『夢色キャスト』関連曲                                     |
| 3月23日  | 夢色キャスト Vocal Collection 〜 WELCOME TO THE SHOW!! 〜                  | 城ヶ崎昴（畠中祐）、橘蒼星（豊永利行）、桜木陽向（上村祐翔）                                                                                       | 「SKY BEATER」                                             | ゲーム『夢色キャスト』関連曲                                     |
| 4月6日   | Brand New Star                                                             | MooNs | 「Brand New Star」 「ラブ☆レボリュ」                       | 『B-PROJECT』関連曲                                              |
| 5月25日  | 神々の悪戯 InFinite 神曲集 二重唱 月人&尊                                  | 戸塚月人（上村祐翔）、戸塚尊（豊永利行） | 「万華鏡 -Do You Know?-」                                  | ゲーム『神々の悪戯 InFinite』関連曲                              |
| 7月6日   | 鼓動*アンビシャス                                                          | B-PROJECT | 「鼓動*アンビシャス」                                      | テレビアニメ『B-PROJECT〜鼓動*アンビシャス〜』オープニングテーマ |
| 7月27日  | 星と月のセンテンス                                                         | MooNs | 「夢見るPOWER」                                            | テレビアニメ『B-PROJECT〜鼓動*アンビシャス〜』挿入歌             |
| 8月17日  | TVアニメ『文豪ストレイドッグス』 キャラクターソングミニアルバム 其ノ壱     | 中島敦（上村祐翔） | 「少年よ月下を疾走れ」                                     | テレビアニメ『文豪ストレイドッグス』関連曲                       |
| 10月26日 | ナンバカ脱獄理論♪                                                          | ジューゴ（上村祐翔）、ウノ（柿原徹也）、ロック（汐崎アイル）、ニコ（小林大紀）、双六一（関智一）                                                   | 「ナンバカ脱獄理論♪」                                      | テレビアニメ『ナンバカ』エンディングテーマ                       |
| 10月26日 | 夢色キャスト バースデーコレクション                                        | 桜木陽向（上村祐翔） | 「硝子のシューズが似合わない」                             | ゲーム『夢色キャスト』関連曲                                     |
| 11月5日  | 告白TO→Chu                                                                 | Frep | 「告白TO→Chu」                                             | ゲーム『Frep★Love〜彼はアイドル〜』関連曲                        |
| 11月16日 | ナンバカ囚人SONGS                                                          | ジューゴ（上村祐翔） | 「Break out」                                              | テレビアニメ『ナンバカ』関連曲                                   |
| 11月30日 | 夢色キャスト Vocal Collection 2 〜 DEPARTURE TO THE NEW WORLD 〜           | 朝日奈響也（逢坂良太）、藤村伊織（花江夏樹）、橘蒼星（豊永利行）、桜木陽向（上村祐翔）、新堂カイト（林勇）、雨宮仁（小野友樹）、城ヶ崎昴（畠中祐） | 「Sunshine world tour」                                    | ゲーム『夢色キャスト』関連曲                                     |
| 11月30日 | 夢色キャスト Vocal Collection 2 〜 DEPARTURE TO THE NEW WORLD 〜           | 桜木陽向（上村祐翔） | 「Mysterious mission」                                     | ゲーム『夢色キャスト』関連曲                                     |
| 11月30日 | 夢色キャスト Vocal Collection 2 〜 DEPARTURE TO THE NEW WORLD 〜           | 橘蒼星（豊永利行）、桜木陽向（上村祐翔） | 「Stronger than medicine?」                                | ゲーム『夢色キャスト』関連曲                                     |
| 12月21日 | 無敵*デンジャラス                                                          | B-PROJECT | 「無敵*デンジャラス」                                      | ゲーム『B-PROJECT 無敵*デンジャラス』オープニングテーマ          |
| 12月21日 | 無敵*デンジャラス                                                          | B-PROJECT | 「永久パラダイス」                                         | 『B-PROJECT』関連曲                                              |
| 12月28日 | B-PROJECT〜鼓動*アンビシャス〜 BD・DVD第5巻完全生産限定版特典CD            | 増長和南（上村祐翔） | 「Color of Heart」                                         | テレビアニメ『B-PROJECT〜鼓動*アンビシャス〜』関連曲             |
| 2017年   |                                                                            | |                                                            |                                                                  |
| 1月18日  | SUMMER MERMAID                                                             | MooNs | 「SUMMER MERMAID」 「パノラマ」                            | 『B-PROJECT』関連曲                                              |
| 5月31日  | 5Night Circus                                                              | Frep | 「5Night Circus」                                          | ゲーム『Frep★Love〜彼はアイドル〜』関連曲                        |
| 7月12日  | 夢色キャスト Vocal Collection 3 〜A Chance to Make Progress〜              | 藤村伊織（花江夏樹）、桜木陽向（上村祐翔）、城ヶ崎昴（畠中祐）                                                                                     | 「HOT CHORD CRISIS」                                       | ゲーム『夢色キャスト』関連曲                                     |
| 7月12日  | 夢色キャスト Vocal Collection 3 〜A Chance to Make Progress〜              | 朝日奈響也（逢坂良太）、藤村伊織（花江夏樹）、橘蒼星（豊永利行）、桜木陽向（上村祐翔）、新堂カイト（林勇）、雨宮仁（小野友樹）、城ヶ崎昴（畠中祐） | 「NEVER END STORIES」                                      | ゲーム『夢色キャスト』関連曲                                     |
| 7月12日  | 夢色キャスト Vocal Collection 3 〜A Chance to Make Progress〜              | 桜木陽向（上村祐翔）、新堂カイト（林勇）、雨宮仁（小野友樹）                                                                                       | 「人々よ彼方への道よ」                                     | ゲーム『夢色キャスト』関連曲                                     |
| 7月19日  | S級パラダイス WHITE                                                        | B-PROJECT | 「S級パラダイス」                                          | 『B-PROJECT』関連曲                                              |
| 7月19日  | S級パラダイス WHITE                                                        | MooNs | 「PRAY FOR...」                                            | 『B-PROJECT』関連曲                                              |
| 8月9日   | 僕らの奇跡/アリスブルーのキス 〜Another Color〜                            | M4 | 「僕らの奇跡」                                             | テレビアニメ『アイカツスターズ！』挿入歌                         |
| 11月29日 | 夢色キャスト 聖夜のラブレター Song Collection 〜最後のロンリークリスマス〜 | 桜木陽向（上村祐翔） | 「最後のロンリー・クリスマス」                             | ゲーム『夢色キャスト』関連曲                                     |
| 2018年   |                                                                            | |                                                            |                                                                  |
| 4月25日  | Rainbow☆Peace                                                              | Frep | 「Rainbow☆Peace」                                          | ゲーム『Frep★Love〜彼はアイドル〜』関連曲                        |
| 5月16日  | GO AROUND                                                                  | MooNs | 「GO AROUND」                                              | 『B-PROJECT』関連曲                                              |
| 5月16日  | GO AROUND                                                                  | 増長和南（上村祐翔） | 「Daytime star」                                           | 『B-PROJECT』関連曲                                              |
| 7月16日  | 快感エブリディ                                                             | B-PROJECT | 「快感エブリディ」 「After all this time」                 | 『B-PROJECT』関連曲                                              |
| 2019年   |                                                                            | |                                                            |                                                                  |
| 1月30日  | 絶頂*エモーション                                                          | B-PROJECT | 「絶頂*エモーション」                                      | テレビアニメ『B-PROJECT〜絶頂*エモーション〜』オープニングテーマ |
| 1月30日  | 絶頂*エモーション                                                          | B-PROJECT | 「光と影の時結ぶ」                                         | テレビアニメ『B-PROJECT〜絶頂*エモーション〜』エンディングテーマ |
| 2月13日  | BIG BANG☆BANG☆BANG☆BANG☆ / Elements of Envy                                | E-lements | 「BIG BANG☆BANG☆BANG☆BANG☆ 」 「Elements of Envy」         | ゲーム『IDOL FANTASY - アイドルファンタジー -』関連曲            |
| 2月13日  | BIG BANG☆BANG☆BANG☆BANG☆ / Elements of Envy                                | 雫ルカ（上村祐翔） | 「BIG BANG☆BANG☆BANG☆BANG☆ 」 「Elements of Envy」         | ゲーム『IDOL FANTASY - アイドルファンタジー -』関連曲            |
| 2月13日  | 視線=プリズム                                                              | ALEX Knights | 「視線＝プリズム」                                         | ゲーム『IDOL FANTASY - アイドルファンタジー -』関連曲            |
| 2月13日  | 視線=プリズム                                                              | 雫ルカ（上村祐翔） | 「視線＝プリズム」                                         | ゲーム『IDOL FANTASY - アイドルファンタジー -』関連曲            |
| 3月27日  | 夢色キャスト Vocal Collection 4〜Dreaming of Next Stage〜                  | 朝日奈響也（逢坂良太）、桜木陽向（上村祐翔）、新堂カイト（林勇）                                                                                   | 「Melancholic Legacy」                                     | ゲーム『夢色キャスト』関連曲                                     |
| 3月27日  | 夢色キャスト Vocal Collection 4〜Dreaming of Next Stage〜                  | 朝日奈響也（逢坂良太）、藤村伊織（花江夏樹）、橘蒼星（豊永利行）、桜木陽向（上村祐翔）、新堂カイト（林勇）、雨宮仁（小野友樹）、城ヶ崎昴（畠中祐） | 「悲劇の炎」                                               | ゲーム『夢色キャスト』関連曲                                     |
| 5月22日  | カモンフェローズ！ チャンネル1 メパチ                                      | メパチ（上村祐翔） | 「孤独すとらてじぃ」 「Defocus」                           | 『カモンフェローズ！』関連曲                                     |
| 6月26日  | B-PROJECT〜絶頂*エモーション〜 BD・DVD第4巻特典CD                          | MooNs | 「光と影の時結ぶ」                                         | テレビアニメ『B-PROJECT〜絶頂*エモーション〜』エンディングテーマ |
| 6月26日  | B-PROJECT〜絶頂*エモーション〜 BD・DVD第4巻特典CD                          | MooNs | 「STARTIN' SHINY FANTASY」                                 | テレビアニメ『B-PROJECT〜絶頂*エモーション〜』挿入歌             |
| 6月26日  | B-PROJECT〜絶頂*エモーション〜 BD・DVD第4巻特典CD                          | キタコレ、MooNs | 「Unite Contrast」                                         | テレビアニメ『B-PROJECT〜絶頂*エモーション〜』挿入歌             |
| 8月28日  | B-PROJECT〜絶頂*エモーション〜 BD・DVD第6巻特典CD                          | B-PROJECT | 「あえて言葉にするなら」                                   | テレビアニメ『B-PROJECT〜絶頂*エモーション〜』挿入歌             |
| 10月11日 | 空の青さを知る人よ オリジナルサウンドトラック                              | 番場（上村祐翔） | 「Gandhara - When They Were Young」                        | 劇場アニメ『空の青さを知る人よ』劇中歌                           |
| 11月6日  | ラフラフ！-laugh life- 3rd Round                                           | Corner Craver | 「Performers' Anthem」                                     | 『ラフラフ！-laugh life-』関連曲                                 |
| 11月27日 | Dancing Dancing                                                            | MooNs | 「Dancing Dancing」 「ココロの地図」                       | 『B-PROJECT』関連曲                                              |
| 2020年   |                                                                            | |                                                            |                                                                  |
| 3月25日  | KING of CASTE〜Bird in the Cage〜                                          | B-PROJECT | 「Who is the King?」                                       | ドラマCD『KING of CASTE〜Bird in the Cage〜』挿入歌              |
| 3月25日  | KING of CASTE〜Bird in the Cage〜 鳳凰学園高校ver.                         | 鳳凰学園高校 | 「Catharsis」                                              | ドラマCD『KING of CASTE〜Bird in the Cage〜』挿入歌              |
| 9月6日   | この声がきみに届くなら                                                     | 小嵐南央（上村祐翔） | 「この声がきみに届くなら」                                 | ドラマCD『青い春の音がきこえる』主題歌                           |
| 12月2日  | Supernova                                                                  | B-PROJECT | 「Supernova Explosion」                                    | 『B-PROJECT』関連曲                                              |
| 12月2日  | Supernova 特務部第壱翼竜隊ver.                                             | 特務部第壱翼竜隊 | 「創世Prelude」                                            | 『B-PROJECT』関連曲                                              |
| 12月2日  | ラフラフ！-Laugh Life- Final Round                                         | Geraxy、Ridiculs、Corner Craver | 「Laugh or Die」                                           | 『ラフラフ！-laugh life-』関連曲                                 |
| 2021年   |                                                                            | |                                                            |                                                                  |
| 1月6日   | Non stop fallin' love                                                      | MooNs | 「Non stop fallin' love」 「鏡のマスカレード」             | 『B-PROJECT』関連曲                                              |
| 3月10日  | ヴォーカル集 アンジェリーク ルミナライズ Sparkle!                          | フェリクス（上村祐翔） | 「美しい人」                                               | ゲーム『アンジェリーク ルミナライズ』関連曲                      |
| 3月19日  | Rush!                                                                      | RUSH! | 「Rush!」                                                  | 『アニドルカラーズ』関連曲                                       |
| 3月24日  | 文豪ストレイドッグス わん！ オリジナルサウンドトラック                     | 中島敦（上村祐翔） | 「名前を呼ぶよ」                                           | テレビアニメ『文豪ストレイドッグス わん！』エンディングテーマ    |
| 3月24日  | 文豪ストレイドッグス わん！ オリジナルサウンドトラック                     | 中島敦（上村祐翔） | 「絵描き歌わん！」                                         | テレビアニメ『文豪ストレイドッグス わん！』挿入歌                |
| 10月27日 | 流星*ファンタジア                                                          | B-PROJECT | 「流星*ファンタジア」 「Blue period」 「Seize your light」 | ゲーム『B-PROJECT 流星*ファンタジア』主題歌                      |
| 11月17日 | B with U ダイコクver.                                                      | MooNs | 「Look At Me」                                             | 『B-PROJECT』関連曲                                              |
| 11月17日 | B with U ダイコクver.                                                      | THRIVE、MooNs | 「Love Union」                                             | 『B-PROJECT』関連曲                                              |
| 2022年   |                                                                            | |                                                            |                                                                  |
| 6月22日  | Wizard of Fairytale ダイコクver.                                           | B-PROJECT | 「Darkness Night」                                         | 『B-PROJECT』関連曲                                              |
| 6月22日  | Wizard of Fairytale ダイコクver.                                           | キタコレ、MooNs | 「Let’s call」                                             | 『B-PROJECT』関連曲                                              |
| 7月27日  | euphoric road                                                              | MooNs | 「euphoric road」 「THE SUN GOES DOWN」                    | 『B-PROJECT』関連曲                                              |
| 11月5日  | Revengers                                                                  | 累崎銃甲（谷山紀章）、八剱士魂（上村祐翔） | 「Revengers」                                              | 『JAMROCK』関連曲                                                |
| 2023年   |                                                                            | |                                                            |                                                                  |
| 3月14日  | Love Shuffle Blue                                                          | 金城剛士（豊永利行）、増長和南（上村祐翔）、野目龍広（大河元気）、殿弥勒（江口拓也）                                                               | 「Cinderella Boys」                                        | 『B-PROJECT』関連曲                                              |
| 3月22日  | ツルネ -つながりの一射- オリジナルサウンドトラック                         | 滝川雅貴（浅沼晋太郎）、鳴宮湊（上村祐翔）、竹早静弥（市川蒼）、山之内遼平（鈴木崚汰）、如月七緒（矢野奨吾）、小野木海斗（石川界人）               | 「射法八節のテーマ」                                       | テレビアニメ『ツルネ -つながりの一射-』関連曲                    |
| 3月22日  | ツルネ -つながりの一射- キャラクターソングミニアルバム 星をつなぐ          | 鳴宮湊（上村祐翔）、竹早静弥（市川蒼） | 「Up Stairs」                                              | テレビアニメ『ツルネ -つながりの一射-』関連曲                    |
| 3月22日  | ツルネ -つながりの一射- キャラクターソングミニアルバム 星をつなぐ          | 鳴宮湊（上村祐翔）、藤原愁（小野賢章） | 「響鳴」                                                   | テレビアニメ『ツルネ -つながりの一射-』関連曲                    |
| 7月14日  | Babylon-Nova Anthem                                                        | Babylon-Nova | 「Babylon-Nova Anthem」                                    | 『JAMROCK』関連曲                                                |
| 2024年   |                                                                            | |                                                            |                                                                  |
| 2月23日  | B-PROJECT Birthday Project「Time」増長和南 My Sunshine                     | 増長和南（上村祐翔） | 「My Sunshine」                                            | 『B-PROJECT』関連曲                                              |
| 9月4日   | B-PROJECT -First Duet-                                                     | 増長和南（上村祐翔）、不動明謙（千葉翔也） | 「Memory」                                                 | 『B-PROJECT』関連曲                                              |

### その他参加楽曲
| 発売日         | 商品名                                                         | 歌 | 楽曲                         | 備考                         |
| -------------- | -------------------------------------------------------------- | --- | ---------------------------- | ---------------------------- |
| 2014年9月24日  | DJCD 神あそラジオ Vol.2                                        | 上村祐翔 | 「新世代行進曲」             | ラジオ『神あそラジオ』関連曲 |
| 2018年9月19日  | Disney 声の王子様 Voice Stars Dream Selection                  | 上村祐翔 | 「ホール・ニュー・ワールド」 |                              |
| 2018年9月19日  | Disney 声の王子様 Voice Stars Dream Selection                  | 石川界人、上村祐翔、江口拓也、小野賢章、佐藤拓也、武内駿輔、畠中祐、羽多野渉、花江夏樹、日野聡、前野智昭、山下大輝 | 「ミッキーマウス・マーチ」   |                              |
| 2018年9月19日  | Disney 声の王子様 Voice Stars Dream Selection アニメイト特典CD | 上村祐翔 | 「ミッキーマウス・マーチ」   |                              |
| 2019年11月22日 | Disney 声の王子様 Voice Stars Dream Live 2019 特典CD           | 上村祐翔、江口拓也、小野賢章、山下大輝                                                                             | 「トライ・エヴリシング」     |                              |
| 2019年11月22日 | Disney 声の王子様 Voice Stars Dream Live 2019 特典CD           | 石川界人、上村祐翔、江口拓也、小野賢章、佐藤拓也、武内駿輔、畠中祐、羽多野渉、花江夏樹、日野聡、前野智昭、山下大輝 | 「星に願いを」               |                              |
| 2019年11月22日 | Disney 声の王子様 Voice Stars Dream Live 2019 アニメイト特典CD | 上村祐翔 | 「星に願いを」               |                              |

## 書籍
- 上村祐翔のゆうゆうレポート（2023年、KADOKAWA）

### シリーズ一覧
1. ↑  第1シーズン（2016年）、第2シーズン（2016年）、第3シーズン（2019年）、第4シーズン（2023年）、第5シーズン（2023年）
2. ↑  第1部（2016年 - 2017年）、第2部（2017年 - 2018年）
3. ↑  第1期『〜鼓動*アンビシャス〜』（2016年）、第2期『〜絶頂*エモーション〜』（2019年）、第3期『〜熱烈*ラブコール〜』（2023年）
4. ↑  第3期（2018年）、第4期（2019年 - 2020年）、第5期（2021年）、第6期（2022年）、第7期（2024年）
5. ↑  シーズン1（2018年 - 2019年）、シーズン2『ジュニアユース編』（2023年 - 2024年）
6. ↑  第1期『-風舞高校弓道部-』（2018年 - 2019年）、第2期『-つながりの一射-』（2023年）
7. ↑  SEASON 1（2019年）、SEASON 2（2023年）
8. ↑  第3シリーズ（2020年 - 2021年）、第4シリーズ（2022年）
9. ↑  第1シーズン（2020年）、第2シーズン（2021年）
10. ↑  第1クール（2020年）、第2クール（2021年）
11. ↑  第1クール（2021年）、第2クール（2021年 - 2022年）
12. ↑  第1期『-#000000-』（2021年）、第2期『-#FFFFFF-』（2022年）
13. ↑  第一部（2021年）、第二部（2022年）
14. ↑  第1クール（2023年）、第2クール（2023年）
15. ↑  シーズン1（2024年）、シーズン2（2024年）

### 初出話一覧
1. ↑  第9話初出
2. 1 2 3 4  第1話初出
3. ↑  第12話初出
4. ↑  第5話初出
5. ↑  第6話初出

### ユニットメンバー
1. 1 2 3 4  佐藤光（上村祐翔）、羽白沙螺（代永翼）、長谷川創多（梅原裕一郎）、譜久山奏斗（石井マーク）、広沢悠真（佐藤拓也）
2. 1 2  小野大輔、岸尾だいすけ、豊永利行、花江夏樹、加藤和樹、上村祐翔、柿原徹也、森久保祥太郎、大河元気、増田俊樹
3. 1 2 3 4 5 6 7 8 9 10 11 12 13 14  増長和南（上村祐翔）、音済百太郎（柿原徹也）、王茶利暉（森久保祥太郎）、野目龍広（大河元気）、釈村帝人（増田俊樹）
4. 1 2 3 4 5 6 7 8 9  小野大輔、岸尾だいすけ、豊永利行、花江夏樹、加藤和樹、上村祐翔、柿原徹也、森久保祥太郎、大河元気、増田俊樹、西山宏太朗、八代拓、千葉翔也、江口拓也
5. ↑  結城すばる（八代拓）、五十嵐望（上村祐翔）、香澄朝陽（堀江瞬）、吉良かなた（ランズベリー・アーサー）
6. ↑  焔煌煇（八代拓）、雫ルカ（上村祐翔）、矢吹颯斗（白井悠介）、明地岩太（寺島惇太）
7. ↑  取手淳也（増田俊樹）、焔煌煇（八代拓）、雫ルカ（上村祐翔）、鬼島禅（大河元気）、ゼリー（花江夏樹）
8. 1 2  北門倫毘沙（小野大輔）、是国竜持（岸尾だいすけ）
9. 1 2  都梨クロード＝ミシェル燿（KENN）、繋木燐太朗（近藤隆）、有川椿（上村祐翔）、間倉辰巳（豊永利行）、株瀬虎之介（山本颯侍）、上潟銘星（津田健次郎）、三桐白（永塚拓馬）
10. 1 2  小野大輔、岸尾だいすけ、上村祐翔、柿原徹也、森久保祥太郎、大河元気、増田俊樹
11. ↑  囃子祥真（柏木佑介）、越智遊太（小笠原仁）、akari（土岐隼一）、nori（山本匠馬）
12. ↑  大根珠輝（逢坂良太）、伊田みつば（柿原徹也）、棒野大輝（小花井優）、潰詠醐（森久保祥太郎）、透歩人（小野友樹）
13. ↑  一色虎雄（濱健人）、十郷理（古川慎）、百瀬かすみ（上村祐翔）、千堂勝利（増田俊樹）、万智綾太（小林裕介）
14. ↑  金城剛士（豊永利行）、阿修悠太（花江夏樹）、愛染健十（加藤和樹）
15. ↑  M.S.P.C（CHEHON）、Magical Potion（PUSHIM）、八剱士魂（上村祐翔）、豹堂杢児（堂島颯人）、宝来清麿（小林裕介）、髑髏國生（前野智昭）、業（永塚拓馬）